# Oxhagstjärnen
Oxhagstjärnen är en sjö i Karlstads kommun i Värmland och ingår i Göta älvs huvudavrinningsområde. Sjöns area är 0,006 kvadratkilometer och den befinner sig 171 meter över havet.